# アンドラニク・エスカンダリアン
アンドラニク・エスカンダリアン（アルメニア語: Անդրանիկ Իսքանտարեան, ペルシア語: آندرانیک اسکندریان, ラテン表記: Andranik Eskandarian、1951年12月31日 - ）は、イラン出身のサッカー選手。ポジションはDF。
テヘラン生まれのイラン系アルメニア人。タージ（現エステグラルFC）に在籍し、イラン代表の一員として1978年W杯に出場した。
イラン革命後はアメリカ合衆国へと移り住み、NASL（北米サッカーリーグ）のニューヨーク・コスモス、インドアサッカーリーグのニューヨーク・エクスプレスでプレイ。1984年にはアメリカ合衆国の市民権を取得した。
息子のアレコ・エスカンダリアンもプロサッカー選手。
現在はニュージャージー州でスポーツショップを経営している。